# Tavernerio

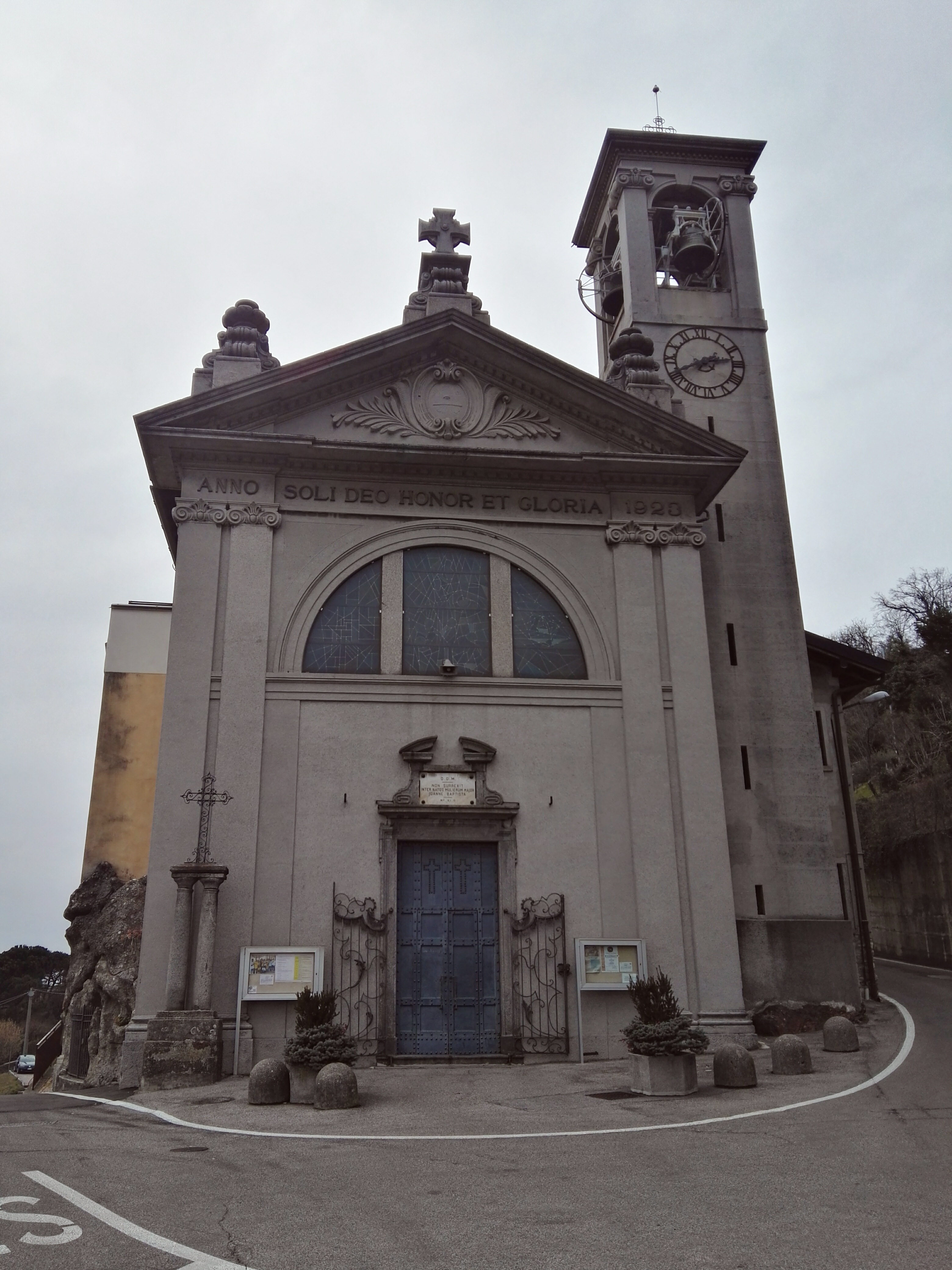
Kirche San Giovanni in Solzago

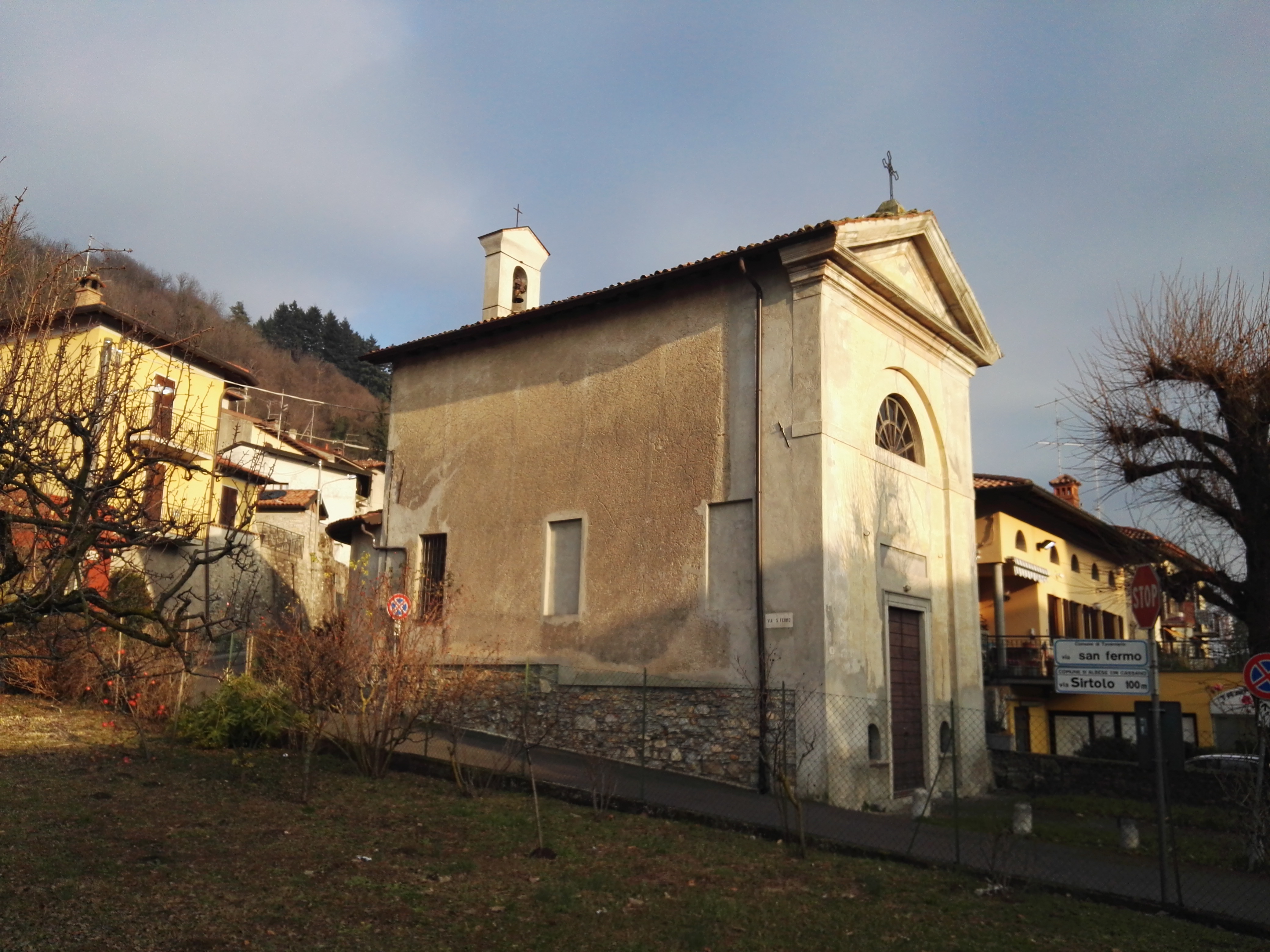
Oratorium San Fermo in Tavernerio

Tavernerio (früher auch Tavernerio con Urago) ist eine norditalienische Gemeinde (comune) mit 5629 Einwohnern (Stand 31. Dezember 2023) in der Provinz Como in der Lombardei. 

## Lage und Einwohner
Die Gemeinde liegt etwa 5 Kilometer ostsüdöstlich von der Provinzhauptstadt Como am Monte Bolettone (1317 Meter) und umfasst die vier Fraktionen Ponzate, Rovascio, Solzago und Urago. Durch die Gemeinde fließt der Cosia, der in den Comer See mündet.
Die Nachbargemeinden sind Albese con Cassano, Como, Faggeto Lario, Lipomo, Montorfano und Torno.

### Verkehrsanbindung
Durch die Gemeinde führt die frühere Staatsstraße 342 (heute eine Provinzstraße) von Como kommend durch die Brianza nach Bergamo. In Como besteht auch Anschluss an die Autostrada A9, die nördlich bis an die Schweizer Grenze führt. Südlich führt sie nach Mailand.

## Sehenswürdigkeiten
- Pfarrkirche San Martino di Tours (18. Jahrhundert)[2]
- Kirche San Giovanni Battista (1647/1648) in der Ortschaft Solzago[3]
- Kirche Santa Brigida (18. Jahrhundert)[4]
- Kirche San Fereolo (15. Jahrhundert)[5]
- Oratorium San Fermo (17, Jahrhundert)